# Leo Bertos
Leonida "Leo" Christos Bertos (Wellington, 20 de dezembro de 1981) é um futebolista neozelandês, que atua na posição de meia e joga pelo NorthEast United, da Índia.
Defendeu sua seleção na Copa do Mundo FIFA de 2010, na África do Sul.